# Matang Ceungai
Matang Ceungai is een bestuurslaag in het regentschap Langsa van de provincie Atjeh, Indonesië. Matang Ceungai telt 524 inwoners (volkstelling 2010).